# Węgierska Formuła 2000 Sezon 2011
Węgierska Formuła 2000 Sezon 2011 – dwudziesty sezon Węgierskiej Formuły 2000.

## Kalendarz wyścigów
| Runda | Data        | Tor           | Pole position | Najszybsze okrążenie | Zwycięzca (kierowcy) | Zwycięzca (zespoły) |
| ----- | ----------- | ------------- | ------------- | -------------------- | -------------------- | ------------------- |
| 1     | 30 kwietnia | Hungaroring   | ?             | Chanoch Nissany      | Chanoch Nissany      | Főnix Motorsport    |
| 2     | 1 maja      | Hungaroring   | ?             | Krisztián Fekete     | Krisztián Fekete     | Pi-Do Racing Team   |
| 3     | 28 maja     | Poznań        | ?             | Krisztián Fekete     | Krisztián Fekete     | Pi-Do Racing Team   |
| 4     | 29 maja     | Poznań        | ?             | Krisztián Fekete     | Krisztián Fekete     | Pi-Do Racing Team   |
| 5     | 24 czerwca  | Slovakiaring  | ?             | Krisztián Fekete     | Krisztián Fekete     | Pi-Do Racing Team   |
| 6     | 25 czerwca  | Slovakiaring  | ?             | Krisztián Fekete     | Krisztián Fekete     | Pi-Do Racing Team   |
| 7     | 27 sierpnia | Pannónia-Ring | ?             | Chanoch Nissany      | Krisztián Fekete     | Pi-Do Racing Team   |
| 8     | 28 sierpnia | Pannónia-Ring | ?             | Krisztián Fekete     | Krisztián Fekete     | Pi-Do Racing Team   |
| 9     | 17 września | Hungaroring   | ?             | Krisztián Fekete     | Krisztián Fekete     | Pi-Do Racing Team   |
| 10    | 18 września | Hungaroring   | ?             | Krisztián Fekete     | Krisztián Fekete     | Pi-Do Racing Team   |

## Klasyfikacja kierowców
| Legenda oznaczeń w tabelach wyników Wyświetl szablon na nowej stronie | Legenda oznaczeń w tabelach wyników Wyświetl szablon na nowej stronie                                                                     |
| Oznaczenie                                                            | Wyjaśnienie |
| --------------------------------------------------------------------- | --- |
| Złoty                                                                 | Zwycięzca lub mistrzostwo |
| Srebrny                                                               | 2. miejsce lub wicemistrzostwo |
| Brązowy                                                               | 3. miejsce lub II wicemistrzostwo |
| Zielony                                                               | Ukończył, punktował (w klasyfikacji generalnej, gdy zdobył co najmniej jeden punkt na przestrzeni sezonu, poza trzema powyższymi opcjami) |
| Niebieski                                                             | Ukończył, nie punktował (w klasyfikacji generalnej, gdy nie zdobył co najmniej jednego punktu na przestrzeni sezonu)                      |
| Czerwony                                                              | Nie zakwalifikował się (NZ) |
| Czerwony                                                              | Nie prekwalifikował się (NPK) |
| Różowy                                                                | Nie ukończył (NU) |
| Różowy                                                                | Niesklasyfikowany (NS) (w klasyfikacji generalnej, gdy nie został sklasyfikowany w żadnym wyścigu sezonu)                                 |
| Czarny                                                                | Zdyskwalifikowany (DK) |
| Czarny                                                                | Wykluczony (WYK/EX) |
| Biały                                                                 | Nie wystartował (NW) |
| Biały                                                                 | Kontuzjowany (K/INJ) |
| Biały                                                                 | Wyścig odwołany (OD/C) |
| Bez koloru                                                            | Został wycofany (WYC/WD) |
| Bez koloru                                                            | Nie przybył (NP/DNA) |
| Bez koloru                                                            | Nie brał udziału w treningach (NT/DNP) |
| Bez koloru                                                            | Nie został zgłoszony (–) |
| Pogrubienie                                                           | Start z pole position |
| Kursywa                                                               | Najszybsze okrążenie wyścigu |
| †                                                                     | Nie ukończył, ale jego rezultat został zaliczony ze względu na przejechanie więcej niż 90% dystansu wyścigu.                              |
| *                                                                     | Sezon w trakcie |
| 1/2/3                                                                 | Punktowana pozycja w sprincie kwalifikacyjnym                                                                                             |
| Lista systemów punktacji Formuły 1                                    | |

| Poz.         | Kierowca          | Zespół            | HUN          | HUN          | POZ          | POZ          | SVK          | SVK          | PAN          | PAN          | HUN          | HUN          | Punkty       |
| Formuła 2000 | Formuła 2000      | Formuła 2000      | Formuła 2000 | Formuła 2000 | Formuła 2000 | Formuła 2000 | Formuła 2000 | Formuła 2000 | Formuła 2000 | Formuła 2000 | Formuła 2000 | Formuła 2000 | Formuła 2000 |
| ------------ | ----------------- | ----------------- | ------------ | ------------ | ------------ | ------------ | ------------ | ------------ | ------------ | ------------ | ------------ | ------------ | ------------ |
| 1            | Krisztián Fekete  | Pi-Do Racing Team | 2            | 1            | 1            | 1            | 1            | 1            | 1            | 1            | 1            | 1            | 98           |
| 2            | Róbert Mendre     | Pi-Do Racing Team | DK           | 2            | 2            | 2            | 2            | 2            | 5            | 3            | -            | -            | 50           |
| 3            | Szabolcs Galambos | Cél Racing Team   | 3            | 3            | 4            | 3            | 3            | 3            | 4            | DK           | NW           | 4            | 45           |
| 4            | László Eszenyi    | Cél Racing Team   | -            | -            | 3            | 4            | 4            | 4            | 3            | 4            | 3            | 3            | 44           |
| 5            | Chanoch Nissany   | Főnix Motorsport  | 1            | NU           | -            | -            | -            | -            | 2            | 2            | -            | -            | 26           |
| 6            | Tamás Kőszegi     | Szász Motorsport  | -            | -            | -            | -            | -            | -            | -            | -            | 2            | 2            | 16           |
| NS           | Edina Bús         | Pi-Do Racing Team | -            | -            | -            | -            | -            | -            | -            | -            | -            | NU           | 0            |
| Formuła 1600 |                   |                   |              |              |              |              |              |              |              |              |              |              |              |
| 1            | Csaba Tóth        | Mogul Racing Team | 1            | 1            | 1            | 1            | 1            | 1            | 1            | 1            | 1            | 1            | 100          |
| 2            | Péter Lőrincz     | HF Racing         | 2            | NU           | -            | -            | 2            | 2            | 2            | 2            | 2            | NU           | 48           |